# Zoran Roganović
Zoran Roganović (serbisch-kyrillisch Зоран Рогановић; * 26. Dezember 1977 in Cetinje, SR Montenegro, SFR Jugoslawien) ist ein ehemaliger montenegrinischer Handballspieler, der aktuell als Trainer tätig ist.

## Karriere
Der 1,93 m große Zoran Roganović begann in seiner Heimatstadt beim RK Lovćen Cetinje mit dem Handballspiel. Später wechselte der rechte Rückraumspieler zum RK Partizan Belgrad, mit dem er 1999 jugoslawischer Meister wurde. Mit Partizan spielte er auch im Europapokal der Pokalsieger 1998/99 und in der EHF Champions League 1999/2000. Die nächsten beiden Jahre lief er für den griechischen Klub AC Filippos Verias auf, so auch im EHF-Pokal 2001/02. In der Saison 2002/03 spielte er für den bosnischen Verein RK Borac Banja Luka. Seit 2003 läuft er für den schwedischen Klub H 43 Lund auf, wobei er mehrfach an ausländische Mannschaften ausgeliehen wurde, so für den Super Globe 2010 und 2013. Roganović wurde 2006, 2009, 2010, 2011, 2012 und 2014 Torschützenkönig sowie 2014 Wertvollster Spieler der schwedischen Elitserien. Im Sommer 2014 unterschrieb Roganović einen Vertrag bei LUGI HF, wo er als Spieler sowie als Co-Trainer tätig war. 2016 schloss er sich HK Malmö an. In der Saison 2017/18 lief Roganović nochmals für H43 Lund auf, wo er seine Karriere beendete.
Mit der Montenegrinischen Nationalmannschaft nahm Zoran Roganović an der Europameisterschaft 2008 und der Weltmeisterschaft 2013 teil. Bis Februar 2013 bestritt er 51 Länderspiele, in denen er 165 Tore erzielte.
Roganović übernahm im Sommer 2018 das Traineramt der montenegrinischen Nationalmannschaft. Seit der Saison 2019/20 trainiert er zusätzlich den schwedischen Erstligisten Eskilstuna Guif. Unmittelbar nach dem letzten Spiel Montenegros bei der Weltmeisterschaft 2023 trat er als Nationaltrainer zurück.

## Sonstiges
Sein Sohn Marko Roganović spielt ebenfalls Handball.